# Радзиевская, Софья Борисовна
Софья Борисовна Радзиевская (1892—1989) — известная советская детская писательница, переводчик. Член Союза писателей СССР с 1961 года. По образованию – энтомолог, автор учебного пособия "Клопы-черепашки и меры борьбы с ними" (1941), которое многие десятилетия входило в программу обучения вузов страны. В 1982 году была награждена орденом Дружбы народов за заслуги в развитии советской литературы. Владела 12 языками. С 1951 по 1958 гг. заведовала отделом редких книг и рукописей в научной библиотеке имени Лобачевского Казанского государственного университета. Итогом её многолетних трудов стало несколько выпусков «Описания рукописей научной библиотеки имени Лобачевского».
Последнее место жительства в г.Казани - ул.Татарстан, д.7.

## Ее рассказы и повести
- «Болотные робинзоны», повесть (1959)
- «Тигрёнок Гульча» (1960)
- «Голубой храбрец» (1961)
- «За золотом» (1962)
- «Джумбо» (1963)
- «Для вас, ребята» (1965)
- «Том — музыкант» (1965)
- «Пум» (1966)
- «Рам и Гау», повесть (1967)
- «Остров мужества», повесть (1972)
- "Тысячелетняя ночь", роман (1995)

Множество рассказов.

## Семья
Внук: Виктор Львович Радзиевский (Санкт-Петербург), генеральный директор издательства "ЛЮДОВИК", академик Петровской академии наук и искусств, автор и издатель серии книг "Портрет интеллекта" (о выдающихся учёных России).
Правнуки: Виктор Викторович Радзиевский (Москва), музыкальный продюсер; Яна Викторовна Устинова (Санкт-Петербург), киносценарист, обладатель "Тэфи" (награждена как сценарист серии документальных фильмов "Коммунальная столица", 2011).
Праправнук: Арсений Александрович Устинов (Санкт-Петербург), школьник. 